# ナチュラルライズ
ナチュラルライズ（欧字名:Natural Rise、2022年2月2日 - ）は、日本の競走馬。主な勝ち鞍は2025年の羽田盃、東京ダービー、京浜盃。
馬名の意味は自然+冠名。

## 経歴

### デビュー前
2022年2月2日、北海道新ひだか町のグランド牧場で誕生。同年のセレクトセール当歳市場にて吉岡寛行により3300万円（税別）で落札された。その後、美浦・伊藤圭三厩舎に入厩した。

### 2歳（2024年）
7月21日札幌ダート1700mの2歳新馬戦で横山武史を背にデビュー。道中好位追走から4コーナーで逃げるベルベルコンパスをかわして先頭に立つと後続に6馬身差、3着以下に大差をつけ圧勝。タイムは同日の古馬3勝クラスの勝ち時計を上回る好時計を記録した。レース後放牧に出され、当初は10月14日の1勝クラス・プラタナス賞へ出走予定で調整されたものの、出馬投票前日に右前肢フレグモーネを発症し枠順確定前出走取消となった。
その後在厩で再調整が図られ、仕切り直しとなった11月23日に行われたOP特別・カトレアステークスでは中団待機策から直線で鋭く脚を伸ばして先頭に立つと最後はクレーキングの追撃を3/4差で退けデビュー2連勝とするが、道中折り合いを欠いて頭を上げる・直線に向いて終始右側に斜行するなどの課題も露呈することとなった。
その後12月11日川崎競馬場で行われたJpnI・全日本2歳優駿に駒を進め、前走の課題を矯正すべく耳付きメンコに右頬のみチークピーシズを装着して出走した。デビュー2戦の結果が評価され単勝1番人気に推されるも、レースではスタートで出負けし道中も折り合いを欠いて中団を追走を余儀なくされたことや、直線でも馬具の効果なく右側にモタれるなどの気性面の粗さを見せ、終いの伸びを欠き4着に敗れた。鞍上の横山武史はレース後「現状では左回りは合わない」とのコメントを残した。

### 3歳（2025年）
全日本2歳優駿出走後放牧に出され、前2走での課題となった気性面の矯正が図られることとなった。2月末に帰厩し合計11本の追い切りを消化、復帰戦は3月26日大井競馬場で行われるJpnII・京浜盃となった。レースではスタート五分から道中は課題となった折り合いもつき好位でレースを進め、直線で先行するリコースパローを早めに捕らえて鮮やかに抜け出すと最後は2着に6馬身差をつける圧勝劇を見せ、ダートグレード競走初制覇を果たすとともに、同じ大井競馬場で行われる3歳ダート三冠競走緒戦のJpnI・羽田盃への優先出走権を獲得した。
迎えた4月29日の羽田盃では前走のパフォーマンスが評価され単勝1.3倍の1番人気に支持された。今回は全日本2歳優駿同様右側にチークピーシズを、そして口元にリップチェーンを着用しレースに臨み、好スタートから内側に進路を取り3番手を確保、向正面前半までは首を上げて掛かる仕草を見せたものの、前に走る馬を壁にすることで折り合いをつけ、3角から徐々に進出し4角では逃げるスマイルマンボに並びかけ、直線は京浜盃と同様内ラチを頼る仕草を見せつつ後続を突き放し最終的には2着のナイトオブファイアに5馬身差をつけてJpnI初制覇。管理する伊藤圭三にとっては1998年の厩舎開業以来27年目にして初のGI級競走優勝となった。レース後のインタビューでは、鞍上の横山武史は「嬉しいですけど、疲れました」と乗り難しさを吐露しつつ今後への期待を述べ、調教師の伊藤は勝利したことへの安堵を述べたものの、従前からの気性面の問題や前進気勢の強さなどの課題を挙げた。そして2冠目のJpnI・東京ダービーへ出走することを明言した。
続く6月11日の東京ダービーでも引き続きの高評価から単勝オッズ1.5倍の1番人気に支持された。中間は騎手の横山からの提言を受けチークピーシズを外してパシュファイヤー（ホライゾネット）を装着して調教、レースでも着用して臨んだ。ゲートは五分で出たものの、持ち前の気性難から抑えが効かず1周目のゴール板までに先頭に立ち後続を離す逃げの戦法を取ることになった。向正面から3コーナーでは息を入れることが出来て後続との差が詰まったものの、4コーナー入口では迫るスマイルマンボ以下を再び引き離し、直線を向いて追い出してからは前2走のように後続を突き放し、最後に外からクレーキングが迫ってきたが逆転には至らず2馬身半差をつけ逃げ切って1着。従来のレースレコードを1秒更新する2分3秒8のタイムで重賞3勝目、そして羽田盃に続く二冠制覇を達成した。ゴールしてからのウイニングランや口取りでは鞍上の横山も二冠制覇を人差し指と中指を立ててアピール、スタンドに戻ってきてからはヘルメットを脱ぎ最敬礼で出迎えたファンの声援に応えた。レース後のインタビューで横山は「（伊藤）先生と話して、あくまでもこの馬のリズムを貫こうということで結果的にそれがハナになってもいいよね、ということは話をしていたので作戦の範囲内だったと思います」と逃げ戦法は想定内だったことを明かし、「本当に馬が強いのひと言でいうことがないです」と馬を手放しで絶賛した。管理する伊藤も「2,3番手をイメージしていましたがジョッキーが臨機応変に乗ってくれました。最後はもうひと伸びしたように見えたし強かったですね」と同様に馬を讃えるコメントを残した。またインタビュー修了後の囲み取材にて、夏場は生まれ故郷であるグランド牧場で休養に充て、秋はステップレースを挟まず三冠最終戦であるJpnI・ジャパンダートクラシックに直行することを明らかにし、制度導入後初の3歳ダート三冠完全制覇を目指すこととなった。

## 競走成績
以下の内容は、JBISサーチおよびnetkeiba.comに基づく。
| 競走日     | 競馬場 | 競走名        | 格    | 距離（馬場）  | 頭 数 | 枠 番 | 馬 番 | オッズ （人気） | 着順 | タイム （上り3F） | 着差 | 騎手      | 斤量 [kg] | 1着馬（2着馬）         | 馬体重 [kg] |
| ---------- | ------ | ------------- | ----- | ------------- | ----- | ----- | ----- | --------------- | ---- | ----------------- | ---- | --------- | --------- | ---------------------- | ----------- |
| 2024.07.20 | 札幌   | 2歳新馬       |       | ダ1700m（良） | 14    | 3     | 4     | 003.00（1人）   | 01着 | R1:45.7（36.9）   | -1.0 | 0横山武史 | 55        | （ベルベルコンパス）   | 476         |
| 0000.11.23 | 東京   | カトレアS     | OP    | ダ1600m（稍） | 16    | 6     | 12    | 003.60（2人）   | 01着 | R1:36.4（36.4）   | -0.1 | 0横山武史 | 56        | （クレーキング）       | 490         |
| 0000.12.11 | 川崎   | 全日本2歳優駿 | JpnI  | ダ1600m（良） | 11    | 6     | 6     | 001.40（1人）   | 04着 | R1:42.9（40.3）   | -0.5 | 0横山武史 | 56        | ミリアッドラヴ         | 488         |
| 2025.03.26 | 大井   | 京浜盃        | JpnII | ダ1700m（良） | 14    | 6     | 10    | 001.90（1人）   | 01着 | R1:45.5（37.3）   | -1.2 | 0横山武史 | 56        | （リコースパロー）     | 495         |
| 0000.04.29 | 大井   | 羽田盃        | JpnI  | ダ1800m（重） | 15    | 7     | 12    | 001.30（1人）   | 01着 | R1:52.1（36.8）   | -1.0 | 0横山武史 | 57        | （ナイトオブファイア） | 496         |
| 0000.06.11 | 大井   | 東京ダービー  | JpnI  | ダ2000m（不） | 16    | 4     | 8     | 001.50（1人）   | 01着 | R2:03.8（37.1）   | -0.5 | 0横山武史 | 57        | （クレーキング）       | 499         |

- 競走成績は2025年6月11日現在

## 血統表
| ナチュラルライズの血統      | ナチュラルライズの血統                                         | ナチュラルライズの血統                                         | （血統表の出典）                                               | （血統表の出典） |
| 父系                        | サンデーサイレンス系（ヘイロー系）                             | サンデーサイレンス系（ヘイロー系）                             | サンデーサイレンス系（ヘイロー系）                             | [ § 2 ]          |
| 父 キズナ 2010 青鹿毛       | 父の父ディープインパクト 2002 鹿毛                             | *サンデーサイレンス                                            | Halo                                                           | Halo             |
| 父 キズナ 2010 青鹿毛       | 父の父ディープインパクト 2002 鹿毛                             | *サンデーサイレンス                                            | Wishing Well                                                   |                  |
| 父 キズナ 2010 青鹿毛       | 父の父ディープインパクト 2002 鹿毛                             | *ウインドインハーヘア                                          | Alzao                                                          | Alzao            |
| 父 キズナ 2010 青鹿毛       | 父の父ディープインパクト 2002 鹿毛                             | *ウインドインハーヘア                                          | Burghclere                                                     |                  |
| 父 キズナ 2010 青鹿毛       | 父の母*キャットクイル 1990 鹿毛                                | Storm Cat                                                      | Storm Bird                                                     | Storm Bird       |
| 父 キズナ 2010 青鹿毛       | 父の母*キャットクイル 1990 鹿毛                                | Storm Cat                                                      | Terlingua                                                      |                  |
| 父 キズナ 2010 青鹿毛       | 父の母*キャットクイル 1990 鹿毛                                | Pacific Princess                                               | Damascus                                                       | Damascus         |
| 父 キズナ 2010 青鹿毛       | 父の母*キャットクイル 1990 鹿毛                                | Pacific Princess                                               | Fiji                                                           |                  |
| 母 レディマドンナ 2016 栗毛 | 母の父Distorted Humor 1993 栗毛                                | *フォーティナイナー                                            | Mr. Prospector                                                 | Mr. Prospector   |
| 母 レディマドンナ 2016 栗毛 | 母の父Distorted Humor 1993 栗毛                                | *フォーティナイナー                                            | File                                                           |                  |
| 母 レディマドンナ 2016 栗毛 | 母の父Distorted Humor 1993 栗毛                                | Danzig's Beauty                                                | Danzig                                                         | Danzig           |
| 母 レディマドンナ 2016 栗毛 | 母の父Distorted Humor 1993 栗毛                                | Danzig's Beauty                                                | Sweetest Chant                                                 |                  |
| 母 レディマドンナ 2016 栗毛 | 母の母*ドリームライター 2009 栗毛                              | Tale of the Cat                                                | Storm Cat                                                      | Storm Cat        |
| 母 レディマドンナ 2016 栗毛 | 母の母*ドリームライター 2009 栗毛                              | Tale of the Cat                                                | Yarn                                                           |                  |
| 母 レディマドンナ 2016 栗毛 | 母の母*ドリームライター 2009 栗毛                              | Rebridled Dreams                                               | Unbridled's Song                                               | Unbridled's Song |
| 母 レディマドンナ 2016 栗毛 | 母の母*ドリームライター 2009 栗毛                              | Rebridled Dreams                                               | Key Cents                                                      |                  |
| 母系(F-No.)                 | (FN:23-b)                                                      | (FN:23-b)                                                      | (FN:23-b)                                                      | [ § 3 ]          |
| 5代内の近親交配             | Storm Cat 3×4、Northern Dancer 5×5、Mr. Prospector 4･5（母内） | Storm Cat 3×4、Northern Dancer 5×5、Mr. Prospector 4･5（母内） | Storm Cat 3×4、Northern Dancer 5×5、Mr. Prospector 4･5（母内） | [ § 4 ]          |
| 出典                        | 1. 2. 3. 4.                                                    | 1. 2. 3. 4.                                                    | 1. 2. 3. 4.                                                    | 1. 2. 3. 4.      |